# Abe Teruo
Abe Teruo (安部 輝雄 Abe Teruo) là cầu thủ bóng đá người Nhật Bản. Ông thi đấu cho đội tuyển quốc gia Nhật Bản.

## Sự nghiệp đội tuyển quốc gia
Tháng 5 năm 1934, Abe được chọn vào đội tuyển quốc gia Nhật Bản tham dự Đại hội Thể thao Viễn Đông 1934 ở Manila. Tại giải đấu này, vào ngày 13 tháng 5, ông có trận đấu ra mắt trước Đông Ấn Hà Lan. Ngày 15 tháng 5, ông cũng thi đấu trước Philippines. Ông thi đấu 2 trận cho Nhật Bản năm 1934.

## Thống kê đội tuyển quốc gia
| Đội tuyển quốc gia Nhật Bản | Đội tuyển quốc gia Nhật Bản | Đội tuyển quốc gia Nhật Bản |
| Năm                         | Số trận                     | Bàn thắng                   |
| --------------------------- | --------------------------- | --------------------------- |
| 1934                        | 2                           | 0                           |
| Tổng cộng                   | 2                           | 0                           |